# فراك (معطف)
الفِراك هو معطف رسمي للرجال يصل طوله للركبة وهو مقطوع حول القاعدة فوق الركبة مباشرةً، كان شائعاً خلال العصرين الفكتوري والإدواردي (1830-1910).